# Eifuku-ji (Imabari)

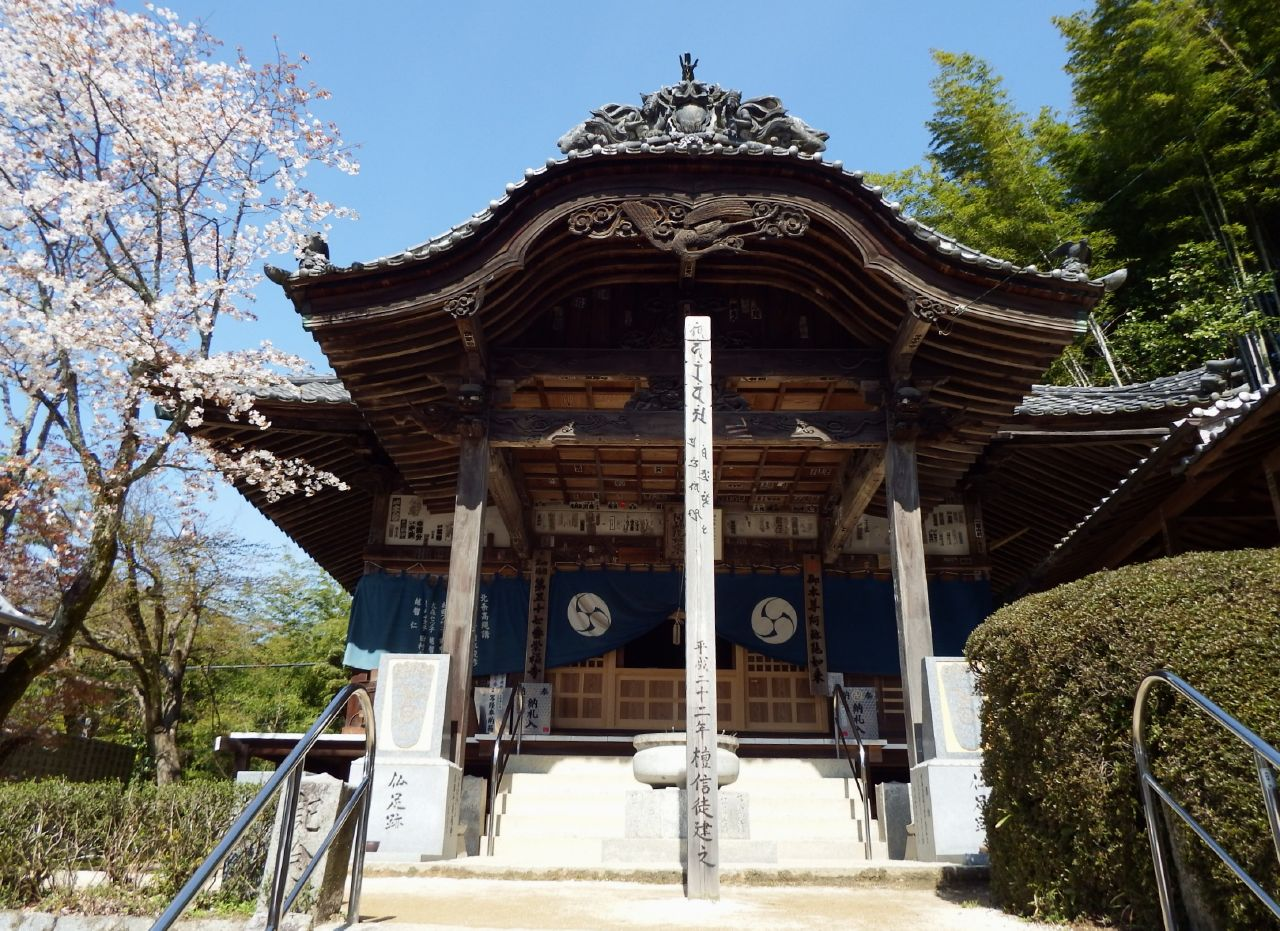
Haupthalle

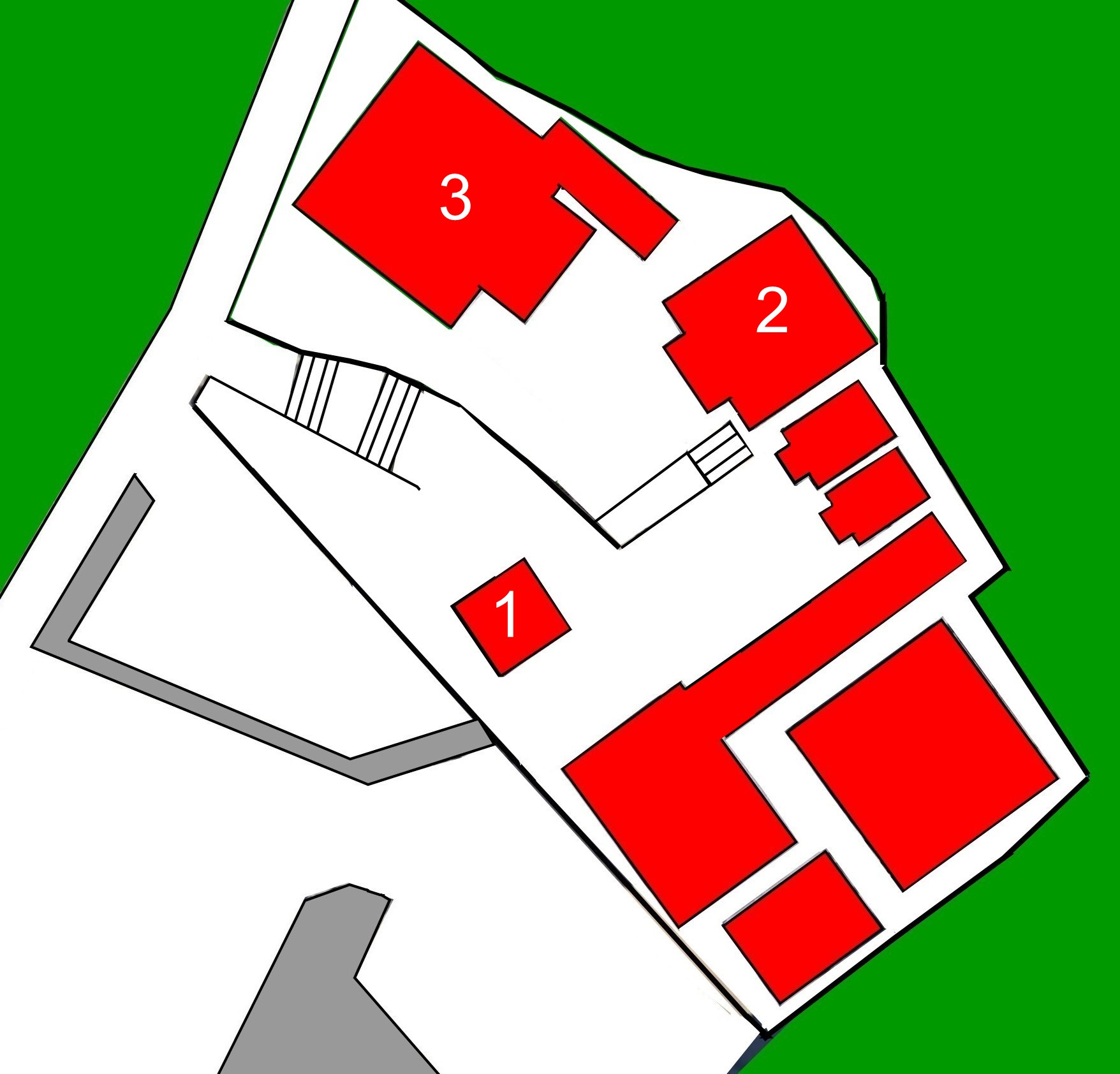
Plan des Tempels (s. Text)

Der Eifuku-ji (japanisch 栄福寺) mit den Go Futōzan (府頭山) und Muryōjuin (無量寿院) ist ein Tempel des Shingon-Buddhismus in der Stadt Imabari (Präfektur Ehime). In der traditionellen Zählung ist er der 57. Tempel des Shikoku-Pilgerwegs.

## Geschichte
Da die Seto-Inlandsee an dieser Stelle oft sehr stürmisch ist, errichtete Priester Kūkai auf dem Berg Futō einen Tempel zum Schutz der Schiffer. Als Hauptkultfigur wurde eine  Statue Amida-Buddha mühsam auf den Berg gebracht.
Der Eifuku-ji ist ein Beispiel für die gemeinsame Anbetung buddhistischer und schintoistischer Gottheiten. Im 1. Jahr Jōgan (859) wurde Priester  Gyōkyō (行教), der am Yamato-Daianji (大和大安寺) tätig war, vom Usa Hachima (宇佐八幡) in Ōita gebeten, in Kyōto auf dem Otokoyama (男山) einen Zweigtempel zu errichten. Auf dem Wege dorthin geriet er in Unwetter und musste hier landen. Dabei bemerkte er, dass der Futō dem Otokoyama sehr ähnlich war und errichtete auf dem Tempelgelände einen Schrein zur Verehrung des Hachiman Myōjin (八幡明神).
Nach der Meiji-Restauration wurden Tempel und Schrein getrennt, und der Tempel wurde an den Fuß des Berges verlegt. Die Halle, in der Tempelgründer verehrt wird, die Daishidō (大師堂), wurde vom Berg an den neuen Standort verlegt.

## Anlage
Die am Fuße des Futō gelegene Anlage steigt vom torlosen Eingang aus leicht an. Zunächst passiert man auf der rechten Seite den Glockenturm (鐘楼, Shōrō; 1), dann nach eine Biegung nach links und nach ein paar Stufen rechts die Daishidō (2) und steht nun vor der Haupthalle (本堂, Hondō; 3).

## Bilder

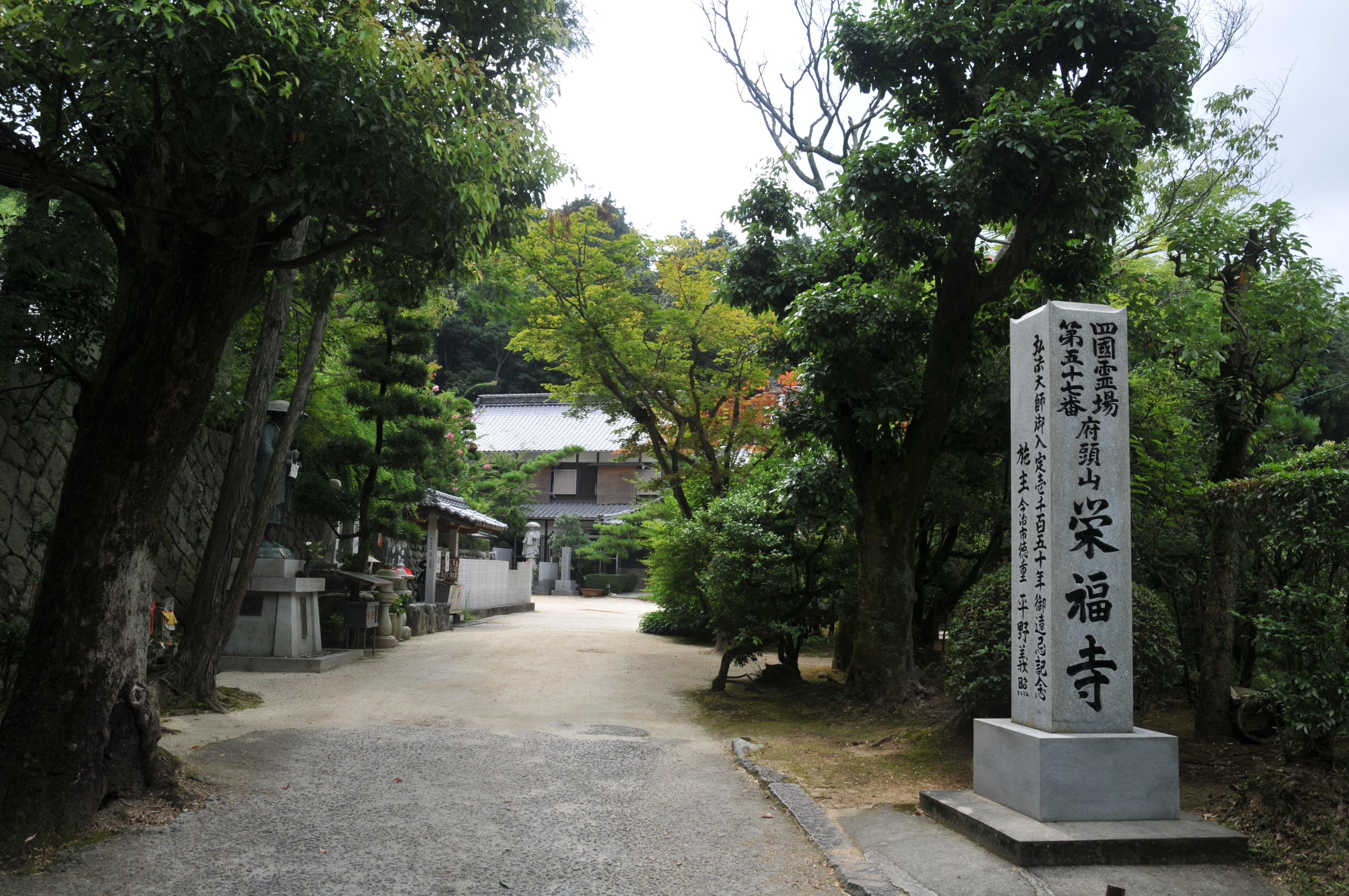
Eingangsbereich
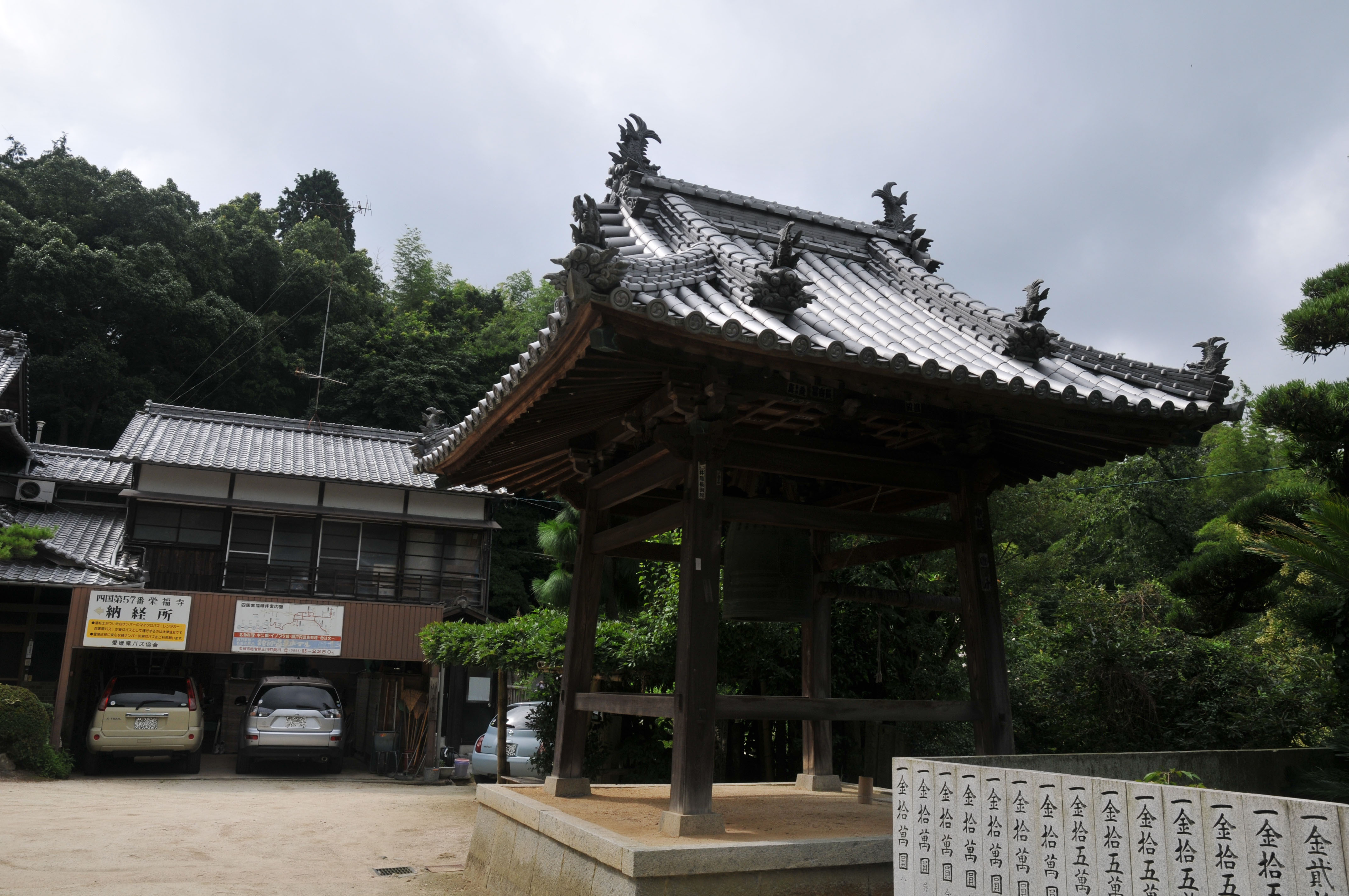
Glocke
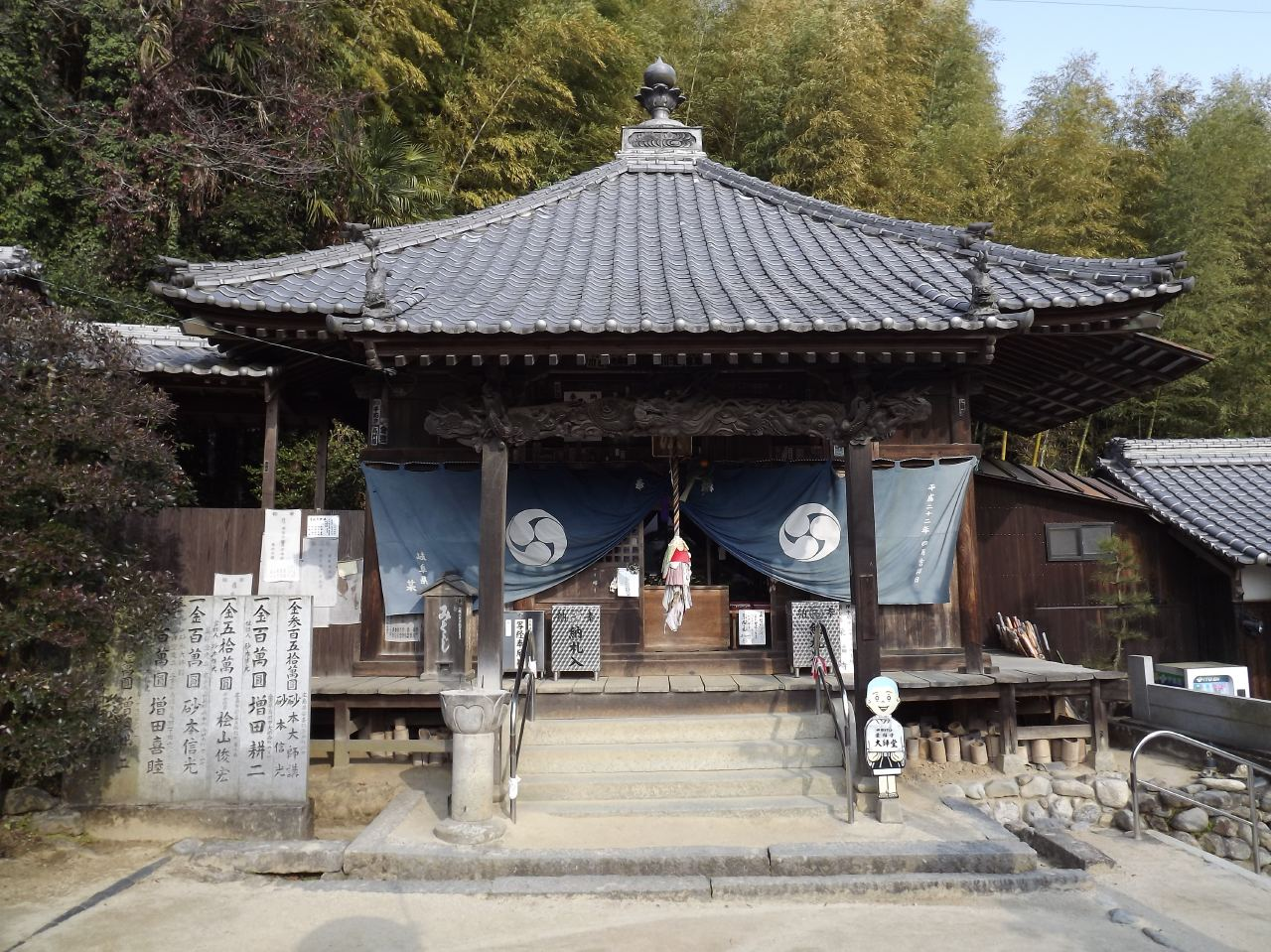
Daishidō
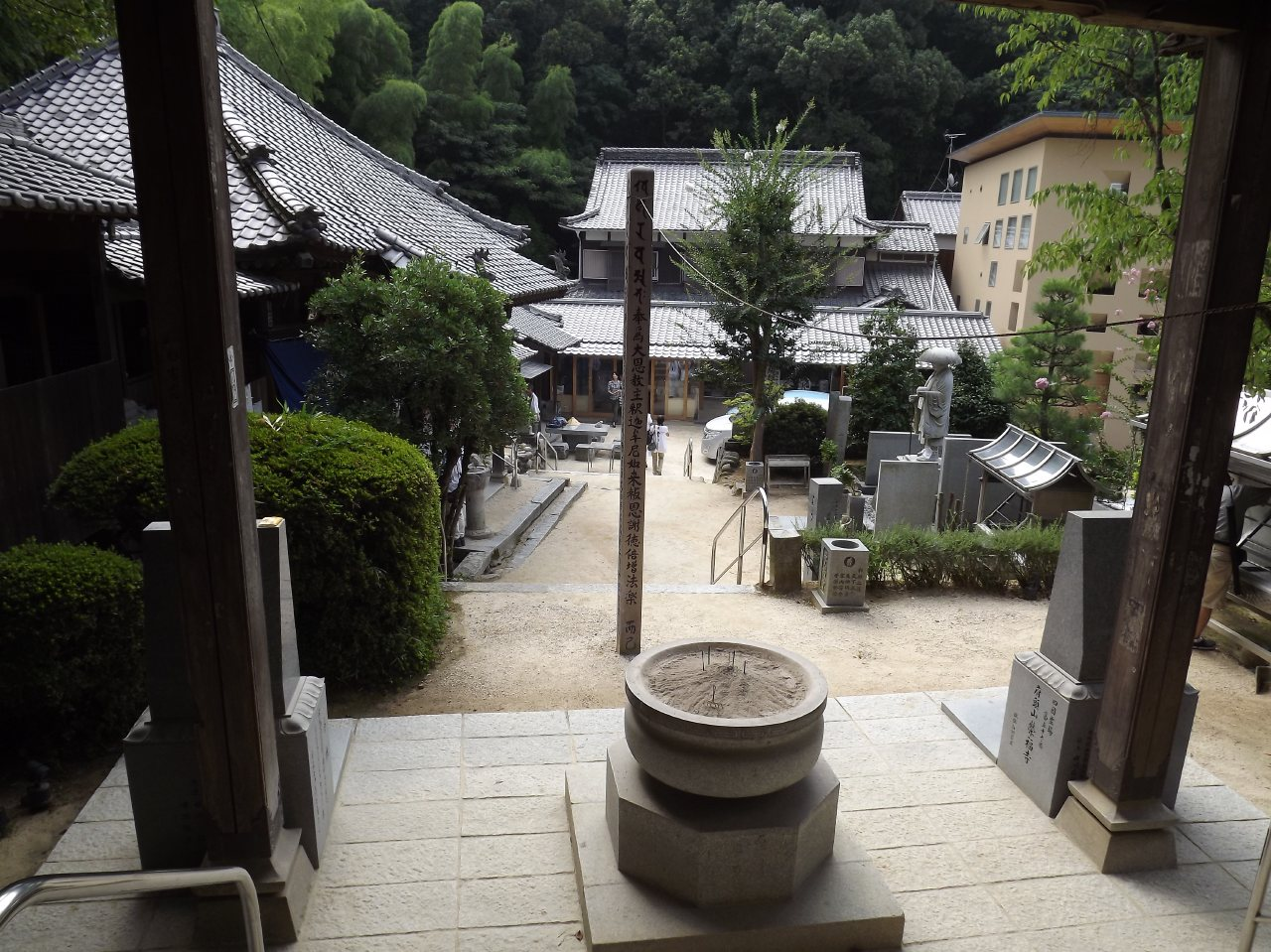
Blick zum Eingang